# Варанопс
Варанопс — варанопсеид из ранней перми США. Длина 1,2 м.
Возможно, он был похож внешним видом и поведением на современных варанов.
В 2006 году сообщалось о находке останков варанопса со следами укусов. Предполагается, что труп был объеден падальщиком, а затем скелет фоссилизировался. Форма укусов говорит, о том, что падальщик должен был быть крупным темноспондилом. Это древнейшее свидетельство питания падалью среди наземных животных.